# Abner Pastoll
Abner Pastoll est un réalisateur britannique né le 12 février 1982 à Johannesbourg.

## Biographie
Né en Afrique du Sud où ses parents exploitaient une salle de cinéma, Abner Pastoll vit à Londres dès l'âge de 2 ans.
Sa carrière cinématographique commence avec la réalisation de courts métrages. Il tourne ensuite trois longs métrages ; son travail témoigne selon Vincent Ostria d'une « application à sortir des rails des genres [qui] intrigue ».

## Filmographie
Courts métrages
- 1998 : The Sand One
- 1999 : Inheritance
- 2006 : Clear Channel
- 2007 : The Secret Wish

Longs métrages
- 2004 : Shooting Shona
- 2016 : Road Games
- 2019 : A Good Woman